# Amarius Mims
Amarius Tyron Mims (Cochran, 14 ottobre 2002) è un giocatore di football americano statunitense che milita nel ruolo di offensive tackle per i Cincinnati Bengals della National Football League (NFL).

## Carriera universitaria
Mims disputò 7 gare nella sua prima stagione a Georgia nel 2021. A fine anno aveva deciso di cambiare istituto ma alla fine optò per rimanere con i Bulldogs. Nel 2022 disputò le prime 12 gare come riserva. Dopo l'infortunio del tackle destro titolare Warren McClendon, iniziò come partente il Peach Bowl e la finale del campionato nazionale. Dopo la stagione 2023 si dichiarò eleggibile per il Draft NFL 2024.

## Carriera professionistica

### Cincinnati Bengals
Mims era considerato uno dei migliori offensive tackle selezionabili nel Draft 2024 e una scelta del primo giro. Il 25 aprile 2024 fu chiamato come 18º assoluto dai Cincinnati Bengals. Nella sua stagione da rookie disputò 8 partite, di cui 6 come titolare.